# Huub Stevens
Huub Stevens, all'anagrafe Hubertus Jozef Margaretha Stevens (Sittard, 29 novembre 1953), è un ex calciatore e allenatore di calcio olandese, di ruolo difensore.
È, insieme a Dino Zoff e Diego Simeone, uno dei tre allenatori ad aver vinto la Coppa UEFA/ UEFA Europa League dopo averla vinta da calciatore.

## Carriera

### Calciatore
Come calciatore ha vestito le maglie del Fortuna Sittard e del PSV nel ruolo di difensore centrale. Nel 1978 ha vinto la Coppa UEFA con la squadra di Eindhoven.
Stevens ha giocato 18 volte in nazionale, segnando anche un gol.

### Allenatore
Nel 1990 Stevens finisce a Colonia i suoi studi per diventare allenatore e tre anni più tardi incomincia la sua carriera nel Roda Kerkrade.
La sua esperienza di allenatore in Germania ha inizio nell'ottobre 1996 con un contratto firmato con lo Schalke 04. Con Stevens, la squadra dà inizio ad una vera e propria era.
Nel 1997 la squadra di Gelsenkirchen vince la Coppa UEFA e nel 2001 e 2002 la Coppa di Germania. L'avventura di Stevens con lo Schalke 04 si conclude nel giugno del 2002.
La sua seconda esperienza in Bundesliga è meno fortunata. La squadra è l'Hertha Berlino, di cui è allenatore fino al 4 dicembre 2003, data in cui viene esonerato dopo aver comunque raggiunto, l'annata precedente, la qualificazione per la Coppa UEFA.
Dal 14 giugno 2004 al 22 maggio 2005 è stato allenatore del Colonia, con il quale raggiunge la promozione in Bundesliga. Conclusa la sua avventura in Germania, ritorna nei Paesi Bassi, dove allena nuovamente il Roda Kerkrade dal 2005 al 2007.
Dal 2 febbraio 2007 Stevens guida l'Amburgo stagione 2006-2007, che lascia nel giugno 2008 per tornare nei Paesi Bassi per motivi familiari. Allena il PSV fino a gennaio 2009, quando si dimette per gli scarsi risultati conseguiti.
Il 21 aprile 2009 si accorda con il Red Bull Salisburgo, dal quale viene a sorpresa esonerato quasi due anni dopo, il 9 aprile 2011, malgrado abbia vinto l'anno prima il campionato austriaco. Il 27 settembre seguente torna allo Schalke 04 firmando un contratto di due anni (2011-2012), ma viene successivamente esonerato nella stagione 2012-2013, il 16 dicembre 2012, e sostituito da Jens Keller.
Nel giugno 2013 firma un contratto con il PAOK, da cui viene esonerato il 2 marzo 2014.
Il 9 marzo 2014 firma un contratto con lo Stoccarda, ma a fine campionato lascia il club svevo. Nella stagione successiva viene richiamato in panchina dello Stoccarda il 25 novembre 2014, dopo la 13ª giornata. Al termine della stagione viene sostituito da Alexander Zorniger.
Il 26 ottobre 2015 subentra ad interim sulla panchina dell'Hoffenheim sostituendo l'esonerato Markus Gisdol. Il 10 febbraio 2016 dopo appena 10 partite lascia l'incarico per motivi di salute.
Tra maggio e giugno 2017 è il vice-allenatore del Roda per due partite. Dalla stagione 2017-2018 ricopre il ruolo di osservatore per la squadra olandese. Dal 2 giugno 2018, inoltre, diviene membro del comitato direttivo dello Schalke 04. Il 14 marzo 2019 torna sulla panchina dello Schalke 04 sostituendo Domenico Tedesco, esonerato in seguito alla sconfitta per 7-0 contro il Manchester City negli ottavi di UEFA Champions League.
Il 18 dicembre 2020 torna sulla panchina della squadra tedesca, sostituendo Manuel Baum, in forte crisi fin dall'inizio del campionato e in piena zona retrocessione. Guida la squadra nella trasferta di Coppa di Germania contro il SSV Ulm (1-3) e nel match casalingo contro l’Arminia Bielefeld in Bundesliga (0-1) per poi lasciare il posto a Christian Gross.

## Statistiche

### Giocatore

#### Cronologia presenze e reti in nazionale
| Cronologia completa delle presenze e delle reti in nazionale ― Paesi Bassi | Cronologia completa delle presenze e delle reti in nazionale ― Paesi Bassi | Cronologia completa delle presenze e delle reti in nazionale ― Paesi Bassi | Cronologia completa delle presenze e delle reti in nazionale ― Paesi Bassi | Cronologia completa delle presenze e delle reti in nazionale ― Paesi Bassi | Cronologia completa delle presenze e delle reti in nazionale ― Paesi Bassi | Cronologia completa delle presenze e delle reti in nazionale ― Paesi Bassi | Cronologia completa delle presenze e delle reti in nazionale ― Paesi Bassi |
| Data                                                                       | Città                                                                      | In casa                                                                    | Risultato                                                                  | Ospiti                                                                     | Competizione                                                               | Reti                                                                       | Note                                                                       |
| -------------------------------------------------------------------------- | -------------------------------------------------------------------------- | -------------------------------------------------------------------------- | -------------------------------------------------------------------------- | -------------------------------------------------------------------------- | -------------------------------------------------------------------------- | -------------------------------------------------------------------------- | -------------------------------------------------------------------------- |
| 24-2-1979                                                                  | Milano                                                                     | Italia                                                                     | 3 – 0                                                                      | Paesi Bassi                                                                | Amichevole                                                                 | -                                                                          | 46’                                                                        |
| 28-3-1979                                                                  | Göteborg                                                                   | Paesi Bassi                                                                | 3 – 0                                                                      | Svizzera                                                                   | Qual. Euro 1980                                                            | -                                                                          | 83’                                                                        |
| 2-5-1979                                                                   | Chorzów                                                                    | Polonia                                                                    | 2 – 0                                                                      | Paesi Bassi                                                                | Qual. Euro 1980                                                            | -                                                                          |                                                                            |
| 22-5-1979                                                                  | Berna                                                                      | Argentina                                                                  | 0 – 0                                                                      | Paesi Bassi                                                                | Amichevole                                                                 | -                                                                          |                                                                            |
| 5-9-1979                                                                   | Reykjavík                                                                  | Islanda                                                                    | 0 – 4                                                                      | Paesi Bassi                                                                | Qual. Euro 1980                                                            | -                                                                          |                                                                            |
| 26-9-1979                                                                  | Rotterdam                                                                  | Paesi Bassi                                                                | 1 – 0                                                                      | Belgio                                                                     | Amichevole                                                                 | -                                                                          | 62’                                                                        |
| 17-10-1979                                                                 | Amsterdam                                                                  | Paesi Bassi                                                                | 1 – 1                                                                      | Polonia                                                                    | Qual. Euro 1980                                                            | 1                                                                          |                                                                            |
| 21-11-1979                                                                 | Lipsia                                                                     | Germania Est                                                               | 2 – 3                                                                      | Paesi Bassi                                                                | Qual. Euro 1980                                                            | -                                                                          | 67’                                                                        |
| 23-1-1980                                                                  | Vigo                                                                       | Spagna                                                                     | 1 – 0                                                                      | Paesi Bassi                                                                | Amichevole                                                                 | -                                                                          |                                                                            |
| 26-3-1980                                                                  | Parigi                                                                     | Francia                                                                    | 0 – 0                                                                      | Paesi Bassi                                                                | Amichevole                                                                 | -                                                                          |                                                                            |
| 11-6-1980                                                                  | Napoli                                                                     | Grecia                                                                     | 0 – 1                                                                      | Paesi Bassi                                                                | Euro 1980 - 1º turno                                                       | -                                                                          |                                                                            |
| 14-6-1980                                                                  | Napoli                                                                     | Germania Ovest                                                             | 3 – 2                                                                      | Paesi Bassi                                                                | Euro 1980 - 1º turno                                                       | -                                                                          | 50’                                                                        |
| 25-3-1981                                                                  | Rotterdam                                                                  | Paesi Bassi                                                                | 1 – 0                                                                      | Francia                                                                    | Qual. Mondiali 1982                                                        | -                                                                          | 65’                                                                        |
| 29-4-1981                                                                  | Nicosia                                                                    | Cipro                                                                      | 0 – 1                                                                      | Paesi Bassi                                                                | Qual. Mondiali 1982                                                        | -                                                                          |                                                                            |
| 1-9-1981                                                                   | Zurigo                                                                     | Svizzera                                                                   | 2 – 1                                                                      | Paesi Bassi                                                                | Amichevole                                                                 | -                                                                          |                                                                            |
| 14-4-1982                                                                  | Eindhoven                                                                  | Paesi Bassi                                                                | 1 – 0                                                                      | Grecia                                                                     | Amichevole                                                                 | -                                                                          | 59’                                                                        |
| 22-9-1982                                                                  | Rotterdam                                                                  | Paesi Bassi                                                                | 2 – 1                                                                      | Irlanda                                                                    | Qual. Euro 1984                                                            | -                                                                          |                                                                            |
| 4-9-1985                                                                   | Heerenveen                                                                 | Paesi Bassi                                                                | 1 – 0                                                                      | Bulgaria                                                                   | Amichevole                                                                 | -                                                                          | 46’                                                                        |
| Totale                                                                     |                                                                            | Presenze                                                                   | 18                                                                         |                                                                            | Reti                                                                       | 1                                                                          |                                                                            |

### Allenatore
Statistiche aggiornate al 18 maggio 2019. In grassetto le competizioni vinte.
| Stagione             | Squadra              | Campionato           | Campionato | Campionato | Campionato | Campionato | Coppe nazionali | Coppe nazionali | Coppe nazionali | Coppe nazionali | Coppe nazionali | Coppe continentali | Coppe continentali | Coppe continentali | Coppe continentali | Coppe continentali | Altre coppe | Altre coppe | Altre coppe | Altre coppe | Altre coppe | Totale | Totale | Totale | Totale | % Vittorie | Piazzamento   |
| Stagione             | Squadra              | Comp                 | G          | V          | N          | P          | Comp            | G               | V               | N               | P               | Comp               | G                  | V                  | N                  | P                  | Comp        | G           | V           | N           | P           | G      | V      | N      | P      | %          | Piazzamento   |
| -------------------- | -------------------- | -------------------- | ---------- | ---------- | ---------- | ---------- | --------------- | --------------- | --------------- | --------------- | --------------- | ------------------ | ------------------ | ------------------ | ------------------ | ------------------ | ----------- | ----------- | ----------- | ----------- | ----------- | ------ | ------ | ------ | ------ | ---------- | ------------- |
| mar.-mag. 1993       | Roda JC              | ED                   | 13         | 5          | 4          | 4          | CO              |                 |                 |                 |                 |                    |                    |                    |                    |                    |             |             |             |             |             | 13     | 5      | 4      | 4      | 38,46      | Sub., 11º     |
| 1993-1994            | Roda JC              | ED                   | 34         | 15         | 8          | 11         | CO              | 1               | 0               | 0               | 1               |                    |                    |                    |                    |                    |             |             |             |             |             | 35     | 15     | 8      | 12     | 42,86      | 6º            |
| 1994-1995            | Roda JC              | ED                   | 34         | 22         | 10         | 2          | CO              | 4               | 1               | 1               | 2               |                    |                    |                    |                    |                    |             |             |             |             |             | 38     | 23     | 11     | 4      | 60,53      | 2º            |
| 1995-1996            | Roda JC              | ED                   | 34         | 15         | 12         | 7          | CO              | 4               | 2               | 1               | 1               | CU                 | 4                  | 1                  | 1                  | 2                  |             |             |             |             |             | 42     | 18     | 14     | 10     | 42,86      | 4º            |
| ago.-ott. 1996       | Roda JC              | ED                   | 8          | 3          | 4          | 1          | CO              |                 |                 |                 |                 | CU                 | 2                  | 0                  | 1                  | 1                  |             |             |             |             |             | 10     | 3      | 5      | 2      | 30,00      | Dimesso       |
| ott. 1996-1997       | Schalke 04           | BL                   | 25         | 9          | 5          | 11         | CG              |                 |                 |                 |                 | CU                 | 10                 | 5                  | 2                  | 3                  |             |             |             |             |             | 35     | 14     | 7      | 14     | 40,00      | Sub., 12º     |
| 1997-1998            | Schalke 04           | BL                   | 34         | 13         | 13         | 8          | CG              | 2               | 1               | 0               | 1               | CU                 | 8                  | 5                  | 2                  | 1                  |             |             |             |             |             | 44     | 19     | 15     | 10     | 43,18      | 5º            |
| 1998-1999            | Schalke 04           | BL                   | 34         | 13         | 13         | 8          | CG              | 2               | 1               | 0               | 1               | CU                 | 2                  | 1                  | 0                  | 1                  | DLP         | 1           | 0           | 0           | 1           | 39     | 15     | 13     | 11     | 38,46      | 10º           |
| 1999-2000            | Schalke 04           | BL                   | 34         | 8          | 15         | 11         | CG              | 2               | 1               | 1               | 0               |                    |                    |                    |                    |                    |             |             |             |             |             | 36     | 9      | 16     | 11     | 25,00      | 13º           |
| 2000-2001            | Schalke 04           | BL                   | 34         | 18         | 8          | 8          | CG              | 6               | 6               | 0               | 0               |                    |                    |                    |                    |                    |             |             |             |             |             | 40     | 24     | 8      | 8      | 60,00      | 2º            |
| 2001-2002            | Schalke 04           | BL                   | 34         | 18         | 7          | 9          | CG              | 6               | 6               | 0               | 0               | UCL                | 6                  | 2                  | 0                  | 4                  | DLP         | 2           | 1           | 0           | 1           | 48     | 27     | 7      | 14     | 56,25      | 5º            |
| 2002-2003            | Hertha Berlino       | BL                   | 34         | 16         | 6          | 12         | CG              | 1               | 0               | 1               | 0               | CU                 | 8                  | 5                  | 2                  | 1                  | DLP         | 3           | 2           | 1           | 0           | 46     | 23     | 10     | 13     | 50,00      | 5º            |
| lug.-dic. 2003       | Hertha Berlino       | BL                   | 14         | 2          | 5          | 7          | CG              | 3               | 1               | 1               | 1               | CU                 | 2                  | 0                  | 1                  | 1                  | DLP         | 1           | 0           | 0           | 1           | 20     | 3      | 7      | 10     | 15,00      | Esonerato     |
| Totale Herta Berlino | Totale Herta Berlino | Totale Herta Berlino | 48         | 18         | 11         | 19         |                 | 4               | 1               | 2               | 1               |                    | 10                 | 5                  | 3                  | 2                  |             | 4           | 2           | 1           | 1           | 66     | 26     | 17     | 23     | 39,39      |               |
| 2004-2005            | Colonia              | 2.BL                 | 34         | 20         | 7          | 7          | CG              | 2               | 1               | 1               | 0               |                    |                    |                    |                    |                    |             |             |             |             |             | 36     | 21     | 8      | 7      | 58,33      | 1º            |
| 2005-2006            | Roda JC              | ED                   | 34+2       | 15         | 5+1        | 14+1       | CO              | 6               | 5               | 0               | 1               | Int.               | 4                  | 0                  | 3                  | 1                  |             |             |             |             |             | 46     | 20     | 9      | 17     | 43,48      | 8º            |
| 2006-feb. 2007       | Roda JC              | ED                   | 22         | 9          | 5          | 8          | CO              | 3               | 3               | 0               | 0               |                    |                    |                    |                    |                    |             |             |             |             |             | 25     | 12     | 5      | 8      | 48,00      | Dimesso       |
| Totale Roda JC       | Totale Roda JC       | Totale Roda JC       | 108        | 67         | 24         | 17         |                 | 13              | 10              | 1               | 2               |                    | 10                 | 1                  | 5                  | 4                  |             |             |             |             |             | 161    | 94     | 35     | 82     | 58,39      |               |
| feb.-giu.2007        | Amburgo              | BL                   | 15         | 9          | 3          | 3          | CG              |                 |                 |                 |                 | UCL                |                    |                    |                    |                    | DFL         |             |             |             |             | 15     | 9      | 3      | 3      | 60,00      | Sub., 7º      |
| 2007-2008            | Amburgo              | BL                   | 34         | 14         | 12         | 8          | CG              | 4               | 3               | 0               | 1               | Int.+CU            | 2+12               | 2+8                | 3+0                | 0+1                |             |             |             |             |             | 52     | 27     | 15     | 10     | 51,92      | 4º            |
| Totale Amburgo       | Totale Amburgo       | Totale Amburgo       | 49         | 23         | 15         | 11         |                 | 4               | 3               | 0               | 1               |                    | 14                 | 10                 | 3                  | 1                  |             |             |             |             |             | 67     | 36     | 18     | 13     | 53,73      |               |
| 2008-gen. 2009       | PSV                  | ED                   | 19         | 9          | 5          | 5          | CO              | 2               | 1               | 0               | 1               | UCL                | 6                  | 1                  | 1                  | 4                  | SO          | 1           | 1           | 0           | 0           | 28     | 12     | 6      | 10     | 42,86      | Esonerato     |
| 2009-2010            | Salisburgo           | BL                   | 36         | 22         | 10         | 4          | ÖC              | 3               | 2               | 0               | 1               | UCL+UEL            | 6+8                | 2+6                | 2+1                | 2+1                |             |             |             |             |             | 53     | 32     | 13     | 8      | 60,38      | 1º            |
| 2010-apr. 2011       | Salisburgo           | BL                   | 27         | 11         | 11         | 5          | ÖC              | 2               | 1               | 0               | 1               | UCL+UEL            | 6+6                | 2+0                | 2+2                | 2+4                |             |             |             |             |             | 51     | 14     | 15     | 12     | 27,45      | Esonerato     |
| Totale Salisburgo    | Totale Salisburgo    | Totale Salisburgo    | 63         | 33         | 21         | 9          |                 | 5               | 3               | 0               | 2               |                    | 26                 | 10                 | 7                  | 9                  |             |             |             |             |             | 104    | 46     | 28     | 20     | 44,23      |               |
| set. 2011-2012       | Schalke 04           | BL                   | 26         | 15         | 4          | 7          | CG              | 2               | 1               | 0               | 1               | UEL                | 10                 | 5                  | 3                  | 2                  | SG          |             |             |             |             | 38     | 21     | 7      | 10     | 55,26      | Sub., 3º      |
| lug.-dic. 2012       | Schalke 04           | BL                   | 17         | 7          | 4          | 6          | CG              | 2               | 2               | 0               | 0               | UCL                | 6                  | 3                  | 3                  | 0                  |             |             |             |             |             | 25     | 12     | 7      | 6      | 48,00      | Esonerato     |
| 2013-mar. 2014       | PAOK                 | SL                   | 27         | 17         | 4          | 6          | CG              | 6               | 6               | 0               | 0               | UCL+UEL            | 4+8                | 0+3                | 2+3                | 2+2                |             |             |             |             |             | 45     | 26     | 9      | 10     | 57,78      | Esonerato     |
| mar.-giu. 2014       | Stoccarda            | BL                   | 10         | 3          | 3          | 4          | CG              |                 |                 |                 |                 | UEL                |                    |                    |                    |                    |             |             |             |             |             | 10     | 3      | 3      | 4      | 30,00      | Sub., 15º     |
| nov. 2014-2015       | Stoccarda            | BL                   | 22         | 7          | 6          | 9          | CG              |                 |                 |                 |                 |                    |                    |                    |                    |                    |             |             |             |             |             | 22     | 7      | 6      | 9      | 31,82      | Sub., 14º     |
| Totale Stoccarda     | Totale Stoccarda     | Totale Stoccarda     | 32         | 10         | 9          | 13         |                 |                 |                 |                 |                 |                    |                    |                    |                    |                    |             |             |             |             |             | 32     | 10     | 9      | 13     | 31,25      |               |
| ott. 2015-feb. 2016  | Hoffenheim           | BL                   | 10         | 1          | 5          | 4          | CG              |                 |                 |                 |                 |                    |                    |                    |                    |                    |             |             |             |             |             | 10     | 1      | 5      | 4      | 10,00      | Sub., Dimesso |
| mar.-mag. 2019       | Schalke 04           | BL                   | 9          | 2          | 4          | 3          | CG              | 1               | 0               | 0               | 1               |                    |                    |                    |                    |                    |             |             |             |             |             | 10     | 2      | 4      | 4      | 20,00      | Sub., 14º     |
| Totale Schalke 04    | Totale Schalke 04    | Totale Schalke 04    | 523        | 291        | 113        | 119        |                 | 19              | 15              | 1               | 3               |                    | 26                 | 13                 | 4                  | 9                  |             | 3           | 1           | 0           | 2           | 674    | 356    | 146    | 172    | 52,82      |               |
| Totale carriera      | Totale carriera      | Totale carriera      | 514        | 289        | 109        | 116        |                 | 62              | 40              | 6               | 16              |                    | 114                | 35                 | 15                 | 17                 |             |             |             |             |             | 664    | 354    | 142    | 168    | 53,31      |               |

## Palmarès

### Giocatore

#### Competizioni nazionali
- Campionato olandese: 3

PSV: 1975-1976, 1977-1978, 1985-1986
- Coppa dei Paesi Bassi: 1

PSV: 1975-1976

#### Competizioni internazionali
- Coppa UEFA: 1

PSV: 1977-1978

### Allenatore

#### Competizioni nazionali
- Coppa di Germania: 2

Schalke: 2000-2001, 2001-2002
- Coppa di Lega tedesca: 1

Hertha Berlino: 2002
- Campionato tedesco di seconda divisione: 1

Colonia: 2004-2005
- Supercoppa dei Paesi Bassi: 1

PSV Eindhoven: 2008
- Campionato austriaco: 1

Red Bull Salisburgo: 2009-2010

#### Competizioni internazionali
- Coppa UEFA: 1

Schalke: 1996-1997
- Coppa Intertoto UEFA: 1

Amburgo: 2007